# Maraita
Maraita – gmina (municipio) w południowym Hondurasie, w departamencie Francisco Morazán. W 2010 roku zamieszkana była przez około 5,8 tys. mieszkańców. Siedzibą administracyjną jest miejscowość Maraita.

## Położenie
Gmina położona jest w południowej części departamentu. Graniczy z gminami:
- Tatumbla i San Antonio de Oriente od północy,
- Yauyupe i San Lucas od południa,
- Guinope od wschodu,
- San Buenaventura, Nueva Armenia, Dystrykt Centralny i Santa Ana od zachodu.

## Miejscowości
Według Narodowego Instytutu Statystycznego Hondurasu na terenie gminy położone były następujące miejscowości:
- Maraita
- Coato
- El Chaguite
- El Retiro
- La Unión
- Lizapa
- Reducto
- San Pedro
- Terrero Blanco
- Terrero Prieto